# Hermann Mosapp

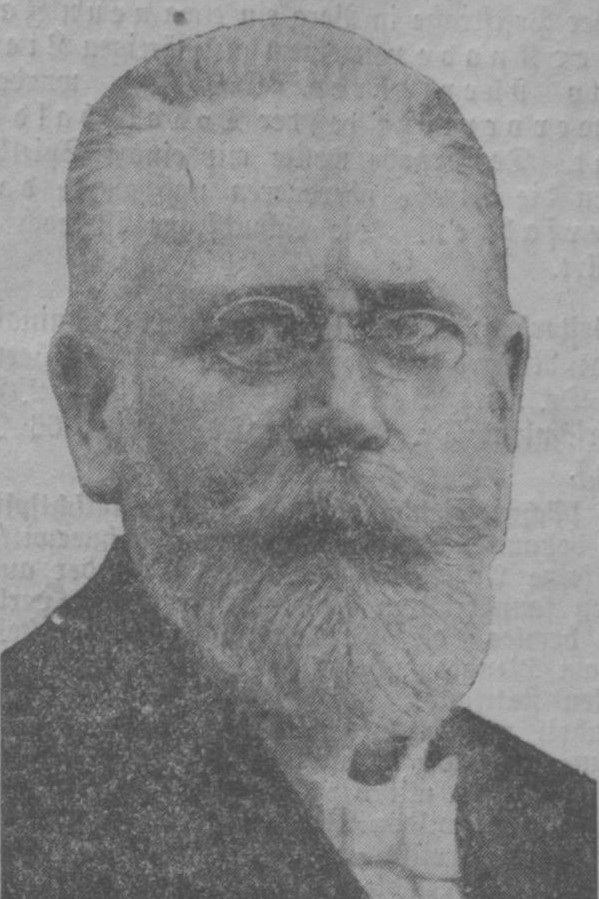
Hermann Mosapp

Hermann Mosapp (* 17. April 1863 in Mainhardt; † 2. April 1930 in Suhl) war ein deutscher Theologe, Pfarrer und Oberschulrat. 

## Leben
Mosapp war der Sohn des Stuttgarter Schulrats Wilhelm Friedrich Mosapp. Er studierte Theologie am Evangelischen Stift Tübingen und wurde 1890 zweiter Stadtpfarrer in Heidenheim. 1902 wechselte er an die Johanneskirche in Stuttgart, ein Jahr später wurde er Schulrat – ab 1921 Oberschulrat – für Stuttgart. Er hatte damit die Oberaufsicht über 198 Stuttgarter Schulen, zu denen während seiner Amtszeit weitere 125 Schulen hinzukamen. 
Mosapp engagierte sich in zahlreichen Vereinen, so gehörte er der Leitung des Württembergischen Hauptvereins des Evangelischen Bundes an und war seit 1913 erster Vorsitzender des Bundes.
Mosapp verfasste viele eigene Werke, insbesondere zur württembergischen Geschichte. Daneben gab er die Zeitschriften Neue Blätter für Süddeutschland für Erziehung und Unterricht und Die Fachlehreri heraus. 

## Veröffentlichungen (Auswahl)
- Die Stiftskirche in Stuttgart. Hänselmann, Stuttgart 1887.
- Herzog Christoph von Württemberg: Ein Lebensbild zur Enthüllung des Denkmals in Stuttgart. Barmen 1889 (Familienbibliothek für's deutsche Volk; 107).
- Lutherstätten. H. Klein, Barmen 1889 (Für die Feste und Freunde des Gustav-Adolf-Vereins; 105).
- Jakob Andreä, ein Glaubenskämpfer und Friedensstifter des Reformationsjahrhunderts: zur 300jährigen Wiederkehr seines Todestages in seinem Leben und Wirken geschildert. Klein, Barmen ca. 1890 (Für die Feste und Freunde des Gustav-Adolf-Vereins; 125).
- Karl Gerok in seiner Wirksamkeit für den Gustav-Adolf-Verein: ein Gedenkblatt auf sein Grab. Klein, Barmen 1890 (Für die Feste und Freunde des Gustav-Adolf-Vereins; 128).
- Die württembergischen Religions-Reversalien: Sammlung der Originalurkunden samt einer Abhandlung über die Geschichte und die zeitgemäße Neuregelung der Religionsreversalien. Laupp, Tübingen 1894.
- Leitfaden für den evangelischen Religionsunterricht in der allgemeinen Fortbildungsschule. Lung, Esslingen 1895.
- Charlotte von Schiller: ein Lebens- und Charakterbild. Kielmann, Heilbronn 1896.
- Erziehungslehre, Bd. 1: Hauspädagogik: Grundlinien der häuslichen Erziehung. Greiner & Pfeiffer, Stuttgart 1920.
- Luther als deutscher Volksmann: ein Volksabend. Perthes, Gotha 1903 (Digitalisat der 2. Aufl. 1917).
- Wilhelm Hauff: ein Volksabend. Verlagsbureau, Gotha 1903.
- Friedrich Schiller: zur 100. Wiederkehr seines Todestages, 9. Mai 1905, für Deutschlands Jugend und Volk. Bonz, Stuttgart 1905.
- mit Emil Mayer: Das Schulwesen der Stadt Stuttgart. Greiner & Pfeiffer, Stuttgart 1905 (Festschrift zur 6. Jahresversammlung des Allgemeinen Deutschen Vereins für Schulgesundheitspflege; 1905).
- Luther und Schiller: Ein Nachklang von der Schillerfeier zum Luthertage 1905. Kielmann, Stuttgart 1905.
- Reformationsgeschichte der Stadt Stuttgart. Kielmann, Stuttgart 1911.
- Die Temperamente als Gegenstand der Erziehung: Vortrag, gehalten in der Württembergischen Comenius-Zweiggesellschaft am 28. Februar 1908. Beyer, Langensalza 1912 (Friedrich Mann's pädagogisches Magazin; 494).
- Luther und Bismarck. Verlag des Evangelischen Bundes, Berlin 1915 (Volksschriften zum Großen Krieg; 69/70).
- König Wilhelm II. von Württemberg (1891–1916); Sein Leben und seine Regierung, zur 25 jährigen Jubelfeier derselben, 6. Okt. 1916, für Württembergs Volk und Jugend dargestellt. Evangelische Gesellschaft, Stuttgart 1916 (Digitalisat).
- mit Otto Frommel: Die deutsche Frau im Weltkriege: Reden am Badischen Frauentage (10. Dezember 1916). Groß, Freiburg i.Br. 1916 (Digitalisat).
- Reformations-Jubelbüchlein fürs deutsche evangelische Haus. Verlag des Evangelischen Bundes, Berlin 1917.
- Christliches Heldentum. Ein Kriegsandachtsbuch für die Feld- u. Heimatarmee. Volkskunst, Stuttgart 1917 (Sämannbücher; 18) (Digitalisat).
- Unsere Reformatoren in ihrem Leben und Wirken dem evangelischen Volke.̱ Reformationsjubeljahr 1917. Evangelische Gesellschaft, Stuttgart 1917.
- Worms und Wartburg: ein Jubelbüchlein für das deutsche evangelische Volk zur Erinnerung an den 18. April und 4. Mai 1521. Quell-Verlag der Evangelischen Gesellschaft, Stuttgart 1921.
- Der Morgenstern von Wittenberg: Das Leben der Frau Doktor Luther. Quell-Verlag, Stuttgart 1922.
- Sozialpädagogik: Grundlinien der Gesellschaftserziehung. Belser, Stuttgart 1924.
- Unsere Kirche, ihr Werden und Leben, Kämpfen und Arbeiten: für Haus und Schule dargestellt. Steinkopf, Stuttgart 1927.